# Buchnera metallorum
Buchnera metallorum là loài thực vật có hoa thuộc họ Cỏ chổi. Loài này được P.A.Duvign. & Van Bockstal mô tả khoa học đầu tiên năm 1960.